# The Oracle (Ring of Fire)
The Oracle è il primo album in studio del supergruppo musicale statunitense Ring of Fire, pubblicato nel 2002.

## Tracce
1. Prelude for the Oracle – 1:39
2. Circle of Time – 5:31
3. Shadow in the Dark – 4:30
4. Vengeance for Blood – 5:45
5. Samurai – 6:51
6. City of the Death – 5:49
7. Dreams of Empire – 5:06
8. The Oracle – 8:15
9. Interlude – 0:50
10. Land of Illusion – 6:30
11. Suffers – 3:41
12. Take Me Home – 5:28
13. Onto Nights – 6:21
14. Face the Fire – 4:50